# Samir Boughanem
Samir Boughanem (ur. 8 sierpnia 1975 w Cluses) – marokański piłkarz występujący na pozycji pomocnika.